# Dylan Borlée
Dylan Borlée (Sint-Lambrechts-Woluwe, 20 september 1992) is een Belgische atleet, die zich op de sprint heeft toegelegd, met name op de 400 m. Hij is de jongere broer van Jonathan, Kevin en Olivia Borlée en de zoon van Jacques Borlée en Edith Demaertelaere.

## Loopbaan
Bij de wereldkampioenschappen van 2013 in Moskou maakte Borlée deel uit van het 4 x 400 m estafetteteam, dat in de finale als vijfde over de finish kwam.
In 2015 werd Dylan Borléé voor het eerst individueel Belgisch kampioen, indoor op de 400 m. Met de hulp van zijn broer Jonathan wist hij zich in extremis met een persoonlijk record van 46,73 te plaatsen voor de EK indoor in Praag. Daar won hij zilver op de 400 m in de persoonlijke recordtijd van 46,25. Met deze prestatie ging hij zijn vader Jacques achterna, die 32 jaar eerder zilver behaalde op de 200 m.

### Clubs
Dylan Borlée was lid van White Star, de club uit Sint-Lambrechts-Woluwe. Eind 2015 stapte hij over naar Racing Club Brussel. Eind 2020 tekende hij samen met zijn familieleden een contract bij Sport Vlaanderen en stapte hij over naar de Vlaamse club Olympic Essenbeek Halle.

## Kampioenschappen

### Internationale kampioenschappen
| Onderdeel | Titel                   | Jaar             |
| --------- | ----------------------- | ---------------- |
| 4 x 400 m | Wereldindoorkampioen    | 2022             |
| 4 x 400 m | Europees kampioen       | 2016, 2018, 2024 |
| 4 x 400 m | Europees indoorkampioen | 2015, 2019, 2023 |
| 4 x 400 m | Europees kampioen U23   | 2013             |

### Belgische kampioenschappen
Outdoor
| Onderdeel | Jaar |
| --------- | ---- |
| 200 m     | 2022 |

Indoor
| Onderdeel | Jaar |
| --------- | ---- |
| 400 m     | 2015 |

## Persoonlijke records
Outdoor
| Onderdeel | Prestatie | Wind     | Datum            | Plaats             |
| --------- | --------- | -------- | ---------------- | ------------------ |
| 100 m     | 10,61 s   | +1,4 m/s | 26 augustus 2017 | Brussel            |
| 200 m     | 21,00 s   | +0,9 m/s | 8 juli 2023      | Kortrijk           |
| 300 m     | 32,51 s   |          | 19 juli 2017     | Naimette-Xhovémont |
| 400 m     | 45,09 s   |          | 22 juli 2023     | Madrid             |

Indoor
| Onderdeel | Prestatie | Datum            | Plaats |
| --------- | --------- | ---------------- | ------ |
| 60 m      | 6,94 s    | 2 februari 2013  | Gent   |
| 200 m     | 21,74 s   | 17 februari 2013 | Gent   |
| 400 m     | 46,25 s   | 7 maart 2015     | Praag  |

## Palmares

### 200 m
- 2022:  BK AC - 21,19 s

### 400 m
- 2013:  BK AC - 45,80 s
- 2013: 5e Jeux de la Francophonie in Nice - 47,25 s
- 2013: 9e Memorial Van Damme - 47,41 s
- 2015:  BK indoor AC - 47,13 s
- 2015:  EK indoor in Praag – 46,25 s
- 2015:  BK AC - 45,95 s
- 2017:  BK AC - 46,10 s
- 2018:  BK AC - 45,55 s
- 2018: 6e in ½ fin. EK in Berlijn - 45,63 s
- 2019:  BK indoor AC – 47,68 s
- 2019:  BK AC - 45,73 s
- 2021: 3e in reeks EK indoor in Toruń – 46,99 s
- 2021:  BK AC - 46,08 s
- 2023: 7e in ½ fin. WK - 45,59 s (in serie 45,24 s)
- 2024: 6e in ½ fin. EK in Rome – 45,46 s

Diamond League-resultaten
- 2023: 6e Memorial Van Damme - 45,39 s

### 4 x 200 m
- 2014:  BK indoor[3] - 1.26,69 (NR)

### 4 x 400 m
- 2013:  EK U23 in Tampere - 3.04,90
- 2013: 5e WK in Moskou - 3.01,02 (in serie 3.00,81)
- 2013:  Jeux de la Francophonie in Nice - 3.06,24
- 2014: 9e (1e in B-fin.) IAAF World Relays in Nassau - 3.02,97 (in reeks 3.02,79)
- 2015:  EK indoor in Praag - 3.02,87 (AR)
- 2015:  IAAF World Relays in Nassau – 2.59,33 (NR)
- 2016:  EK in Amsterdam - 3.01,10
- 2016: 4e OS in Rio de Janeiro – 2.58,52 (NR)
- 2017:  EK indoor - 3.07,80
- 2017: 10e (2e in B-fin.) IAAF World Relays in Nassau - 3.07,14 (in reeks 3.05,45)
- 2017: 4e WK - 3.00,04
- 2018:  WK indoor in Birmingham – 3.02,51 (NR)
- 2018:  EK in Berlijn - 2.59,47
- 2019:  EK indoor in Glasgow - 3.06,27
- 2019:  IAAF World Relays in Yokohama - 3.02,70
- 2019:  WK in Doha - 2.58,78
- 2021: 4e EK indoor in Toruń - 3.06,96
- 2021: 4e OS in Tokio – 2.57,88 (NR)
- 2022:  WK indoor in Belgrado (alleen actief in de reeksen - 3.07,43)
- 2022:  WK in Eugene - 2.58,72
- 2022:  EK in München – 2.59,47
- 2023:  EK indoor in Instanbul – 3.05,83
- 2023: 5e in serie WK in Boedapest - 3.00,33
- 2024:  EK in Rome – 2.59,84

### 4 x 400 m gemengd
- 2019: 6e WK in Doha - 3.14,22 (NR)
- 2021: 5e OS - 3.11,51 (NR)
- 2023:  EK voor landenteams in Chorzów - 3.12,97

NR: nationaal record 

AR: Europees record